# Westworld

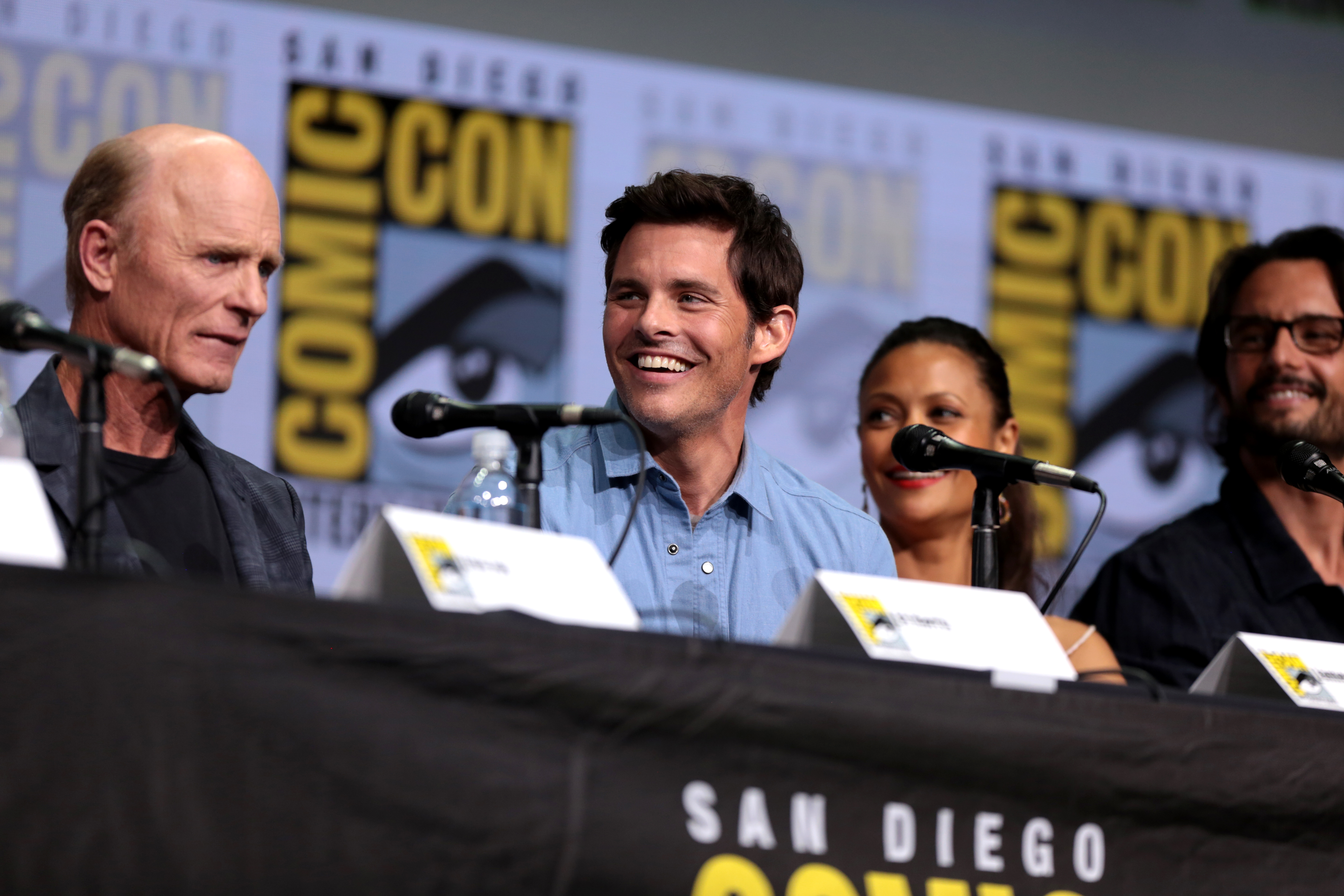
Ed Harris, James Marsden, Thandie Newton i Rodrigo Santoro

Westworld – amerykański serial science fiction, wyprodukowany przez Kilter Films, Bad Robot Productions, Jerry Weintraub Productions oraz Warner Bros. Television, który jest luźną adaptacją filmu Świat Dzikiego Zachodu z 1973 roku, stworzonego przez Michaela Crichtona. Współtwórcą serialu jest Jonathan Nolan. Serial jest emitowany od 2 października 2016 przez HBO. Zdobył liczne nagrody, m.in. Emmy i Saturn.
W Polsce jest emitowany od 3 października 2016 przez HBO Polska.

## Fabuła
Akcja serialu dzieje się w futurystycznym parku rozrywki Westworld, zamieszkanym przez tzw. „hosty” obdarzone sztuczną inteligencją, lecz kontrolowane przez obsługę parku. Niektóre hosty zyskują jednak coraz większą kontrolę nad własną egzystencją.

## Obsada

### Główna
- Evan Rachel Wood jako Dolores Abernathy[4]
- Thandie Newton jako Maeve Millay[4]
- Jeffrey Wright jako Bernard Lowe[4]
- James Marsden jako Teddy Flood[4]
- Ben Barnes jako Logan[5]
- Ingrid Bolsø Berdal jako Armistice[4]
- Clifton Collins Jr. jako Lawrence[6]
- Luke Hemsworth jako Ashley Stubbs
- Sidse Babett Knudsen jako Theresa Cullen[6]
- Simon Quarterman jako Lee Sizemore[4]
- Rodrigo Santoro jako Hector Escaton[4]
- Angela Sarafyan jako Clementine Pennyfeather[4]
- Jimmi Simpson jako William[6]
- Tessa Thompson jako Charlotte Hale[7]
- Shannon Woodward jako Elsie Hughes[4]
- Ed Harris jako the Man in Black[4]
- Anthony Hopkins jako dr Robert Ford[4]
- Talulah Riley jako Angela (seria 2)
- Katja Herbers jako Grace[8] (seria 2)
- Louis Herthum jako Peter Abernathy (seria 2)
- Gustaf Skarsgård jako Karl Strand (seria 2)
- Zahn McClarnon jako Akecheta (seria 2)
- Vincent Cassel[9] (seria 3)
- Aaron Paul jako Caleb Nichols (od serii 3)
- Tao Okamoto jako Hanaryo (seria 3)

### Role drugoplanowe
- Lili Simmons jako Abigail[10]
- Lena Georgas jako Lori[11]
- Currie Graham jako Craig[11]
- Ptolemy Slocum jako Sylvester
- Oliver Bell jako Robert Ford jako dziecko
- Steven Ogg jako Rebus[11]
- Michael Wincott jako Old Bill
- Eddie Rouse jako Kissy[12]
- Brian Howe jako szeryf Pickett
- Demetrius Grosse jako Deputy Foss[11]
- Leonardo Nam jako Lutz
- Kyle Bornheimer jako Clarence[11]
- Bradford Tatum jako Barman/nowy Abernathy
- Timothy Lee DePriest jako Walter[11]
- Neil Jackson jako Nicholas[13] (seria 2)
- Jonathan Tucker jako major Craddock[13] (seria 2)
- Hiroyuki Sanada jako Musashi (seria 2)
- Rinko Kikuchi jako Akane (seria 2)

## Odcinki
| Seria | Seria | Odcinki | Oryginalna emisja   | Oryginalna emisja | Oryginalna emisja   | Oryginalna emisja | Oryginalna emisja |
| Seria | Seria | Odcinki | Premiera serii      | Finał serii       | Premiera serii      | Finał serii       |                   |
| ----- | ----- | ------- | ------------------- | ----------------- | ------------------- | ----------------- | ----------------- |
|       | 1     | 10      | 2 października 2016 | 4 grudnia 2016    | 3 października 2016 | 5 grudnia 2016    |                   |
|       | 2     | 10      | 22 kwietnia 2018    | 24 czerwca 2018   | 23 kwietnia 2018    | 25 czerwca 2018   |                   |
|       | 3     | 8       | 15 marca 2020       | 3 maja 2020       | 16 marca 2020       | 4 maja 2020       |                   |
|       | 4     | 8       | 26 czerwca 2022     | 14 sierpnia 2022  | 27 czerwca 2022     | 15 sierpnia 2022  |                   |

### Seria 1:The Maze(2016)
| Nr | Tytuł                     | Reżyseria           | Scenariusz                                 | Premiera (HBO)       | Premiera w Polsce (HBO Polska) |
| -- | ------------------------- | ------------------- | ------------------------------------------ | -------------------- | ------------------------------ |
| 1  | The Original              | Jonathan Nolan      | Jonathan Nolan, Lisa Joy, Michael Crichton | 2 października 2016  | 3 października 2016            |
| 2  | Chestnut                  | Richard J. Lewis    | Jonathan Nolan, Lisa Joy                   | 9 października 2016  | 10 października 2016           |
| 3  | The Stray                 | Neil Marshall       | Lisa Joy, Daniel T. Thomsen                | 16 października 2016 | 17 października 2016           |
| 4  | Dissonance Theory         | Vincenzo Natali     | Ed Brubaker, Jonathan Nolan                | 23 października 2016 | 24 października 2016           |
| 5  | Contrapasso               | Jonny Campbell      | Lisa Joy, Dominic Mitchell                 | 30 października 2016 | 31 października 2016           |
| 6  | The Adversary             | Frederick E.O. Toye | Halley Gross, Jonathan Nolan               | 6 listopada 2016     | 7 listopada 2016               |
| 7  | Trompe L’Oeil             | Frederick E.O. Toye | Halley Gross, Jonathan Nolan               | 13 listopada 2016    | 14 listopada 2016              |
| 8  | Trace Decay               | Stephen Williams    | Charles Yu, Lisa Joy                       | 20 listopada 2016    | 21 listopada 2016              |
| 9  | The Well-Tempered Clavier | Michelle MacLaren   | Dan Dietz, Katherine Lingenfelter          | 27 listopada 2016    | 28 listopada 2016              |
| 10 | The Bicameral Mind        | Jonathan Nolan      | Lisa Joy, Jonathan Nolan                   | 4 grudnia 2016       | 5 grudnia 2016                 |

### Seria 2:The Door(2018)
| Nr | Tytuł                    | Reżyseria           | Scenariusz                       | Premiera (HBO)   | Premiera w Polsce (HBO Polska) |
| -- | ------------------------ | ------------------- | -------------------------------- | ---------------- | ------------------------------ |
| 1  | Journey into Night       | Richard J. Lewis    | Lisa Joy, Roberto Patino         | 22 kwietnia 2018 | 23 kwietnia 2018               |
| 2  | Reunion                  | Vincenzo Natali     | Carly Wray, Jonathan Nolan       | 29 kwietnia 2018 | 30 kwietnia 2018               |
| 3  | Virtù e Fortuna          | Richard J. Lewis    | Roberto Patino, Ron Fitzgerald   | 6 maja 2018      | 7 maja 2018                    |
| 4  | The Riddle of the Sphinx | Lisa Joy            | Gina Atwater, Jonathan Nolan     | 13 maja 2018     | 14 maja 2018                   |
| 5  | Akane No Mai             | Craig Zobel         | Dan Dietz                        | 20 maja 2018     | 21 maja 2018                   |
| 6  | Phase Space              | Tarik Saleh         | Carly Wray                       | 27 maja 2018     | 28 maja 2018                   |
| 7  | Les Écorchés             | Nicole Kassell      | Jordan Goldberg & Ron Fitzgerald | 3 czerwca 2018   | 4 czerwca 2018                 |
| 8  | Kiksuya                  | Uta Briesewitz      | Carly Wray & Dan Dietz           | 10 czerwca 2018  | 11 czerwca 2018                |
| 9  | Vanishing Point          | Stephen Williams    | Roberto Patino                   | 17 czerwca 2018  | 18 czerwca 2018                |
| 10 | The Passenger            | Frederick E.O. Toye | Jonathan Nolan & Lisa Joy        | 24 czerwca 2018  | 25 czerwca 2018                |

### Seria 3:The New World(2020)
| Nr | Tytuł                | Reżyseria          | Scenariusz                    | Premiera (HBO)   | Premiera w Polsce (HBO Polska) |
| -- | -------------------- | ------------------ | ----------------------------- | ---------------- | ------------------------------ |
| 1  | Parce Domine         | Jonathan Nolan     | Lisa Joy, Jonathan Nolan      | 15 marca 2020    |                                |
| 2  | The Winter Line      | Richard J. Lewis   | Lisa Joy, Matthew Pitts       | 22 marca 2020    |                                |
| 3  | The Absence of Field | Amanda Marsalis    | Denise Thé                    | 29 marca 2020    |                                |
| 4  | The Mother of Exiles | Paul Cameron       | Jordan Goldberg, Lisa Joy     | 5 kwietnia 2020  |                                |
| 5  | Genre                | Anna Foerster      | Karrie Crouse, Jonathan Nolan | 12 kwietnia 2020 |                                |
| 6  | Decoherence          | Jennifer Getzinger | Suzanne Wrubel, Lisa Joy      | 19 kwietnia 2020 |                                |
| 7  | Passed Pawn          | Helen Shaver       | Gina Atwater                  | 26 kwietnia 2020 |                                |
| 8  | Crisis Theory        | Jennifer Getzinger | Jonathan Nolan, Denise Thé    | 3 maja 2020      |                                |

## Produkcja
W sierpniu 2014 roku ogłoszono, że Demetrius Grosse, Kyle Bornheimer, Currie Graham, Lena Georgas, Eddie Rouse, Steven Ogg i Timothy Lee DePriest dołączyli do obsady Westworld.
18 listopada 2014 roku stacja HBO zamówiła pierwszą serię.
23 grudnia 2014 roku, Anthony Hopkins, Ed Harris, Evan Rachel Wood, James Marsden, Thandie Newton, Jeffrey Wright, Rodrigo Santoro, Shannon Woodward, Ingrid Bolsø Berdal, Angela Sarafyan i Simon Quarterman dołączyli do obsady serialu. W lipcu 2015 roku do projektu dołączyli: Ben Barnes, Clifton Collins Jr., Eion Bailey, Jimmi Simpson i Sidse Babett Knudsen. 19 września 2015 roku Tessa Thompson dołączyła do projektu, a 7 kwietnia 2016 roku ogłoszono, że Lili Simmons, aktorka znana z serialu Banshee dołączyła do serialu.
14 listopada 2016 roku stacja HBO zamówiła drugą serię.
W lipcu 2017 roku podano, że do obsady drugiej serii dołączyła Katja Herbers jako Grace. W tym samym miesiącu potwierdzono, że Neil Jackson i Jonathan Tucker dołączyli do obsady serialu.
1 maja 2018 roku stacja HBO zamówiła trzecią serię.
Na początku maja 2019 roku, Vincent Cassel dołączył do obsady trzeciego sezonu.
Zdjęcia zrealizowano m.in. w amerykańskich miejscowościach: Moab, Santa Clarita, Universal City, Agua Dulce, Simi Valley, Kayenta, Los Angeles, Navajo Nation, West Hollywood, Burbank, Fillmore. Zdjęcia plenerowe kręcono w Monument Valley oraz Dead Horse Point State Park.

## Nagrody
na podstawie

### Emmy
2017
- Najlepsza charakteryzacja w serialu kręconym jedną kamerą (naturalna) – Christien Tinsley, Myriam Arougheti, Gerald Quist, Lydia Milars i Ed French, za odcinek „The Original”
- Najlepsze efekty specjalne – Jay Worth, Elizabeth Castro, Joe Wehmeyer, Eric Levin-Hatz, Bobo Skipper, Gustav Ahren, Paul Ghezzo, Mitchell S. Drain i Michael Lantieri, za odcinek „The Bicameral Mind”
- Najlepsze fryzury w serialu kręconym jedną kamerą – Joy Zapata, Pavy Olivarez, Bruce J. Samia i Donna J. Anderson, za odcinek „Contrapasso”
- Najlepsze osiągnięcie kreatywne w mediach interaktywnych w programach ze scenariuszem
- Najlepszy dźwięk w serialu komediowym lub dramatycznym (godzinnym) – Keith Rogers, Kyle O’Neal, Roger V. Stevenson, Scott Weber, za odcinek „The Bicameral Mind”

2018
- Najlepsza aktorka drugoplanowa w serialu dramatycznym – Thandie Newton
- Najlepsza charakteryzacja w serialu kręconym jedną kamerą (naturalna) – Elisa Marsh, Allan A. Apone, Rachel Hoke, John Damiani, Ron Pipes, Ken Diaz, za odcinek „Akane No Mai”
- Najlepsze fryzury w serialu kręconym jedną kamerą – Joy Zapata, Lori McCoy-Bell, Dawn Victoria Dudley, Karen Zanki, Connie Kallos, Norma Lee, za odcinek „Akane No Mai”
- Najlepsze osiągnięcie kreatywne w mediach interaktywnych w programach ze scenariuszem, za „Chaos Takes Control Interactive Experience”

### Saturny
2017
- Najlepszy aktor drugoplanowy w serialu telewizyjnym – Ed Harris
- Najlepszy serial science-fiction

2019
- Najlepszy serial science-fiction

### Satelity
2017
- Najlepsza aktorka w serialu dramatycznym – Evan Rachel Wood

### Amerykańska Gildia Kostiumologów
2019
- Najlepsze kostiumy w serialu science-fiction / fantasy – Sharen Davis

### Amerykańska Gildia Scenografów
2017
- Najlepsza scenografia w godzinnym odcinku serialu kostiumowego lub fantasy kręconego przy użyciu jednej kamery – Nathan Crowley, za odcinek pilotażowy

### Critics’ Choice Television
2016
- Najlepsza aktorka w serialu dramatycznym – Evan Rachel Wood
- Najlepsza aktorka drugoplanowa w serialu dramatycznym – Thandie Newton
- Najbardziej ekscytujący nowy serial

2019
- Najlepsza aktorka drugoplanowa w serialu dramatycznym – Thandie Newton

### Czarne Szpule – Telewizyjne
2017
- Telewizyjna Czarna Szpula – Najlepsza aktorka drugoplanowa w serialu dramatycznym – Thandie Newton

### Światowa Akademia Muzyki Filmowej
2018
- Najlepszy telewizyjny kompozytor roku – Ramin Djawadi także za: Gra o tron (2011), Wirus (2014)

### Złote Szpule
2017
- Najlepszy montaż dźwięku w odcinku serialu – efekty i imitacje dźwiękowe, za odcinek „Trompe L’Oeil”
- Najlepszy montaż dźwięku w pełnometrażowym filmie telewizyjnym – efekty i imitacje dźwiękowe, za odcinek „The Bicameral Mind”

2019
- Złota Szpula – Najlepszy montaż dźwięku w ‘długim’ programie telewizyjnym w dialogach i technice ADR – za odcinek „Riddle of the Sphinx”